# Yorick Williams
Yorick Mortimer Williams (* 29. Juli 1975 in Manchester) ist ein englischer Basketballtrainer und ehemaliger -spieler. Der ehemalige englische Nationalspieler ist in der ewigen Bestenliste der British Basketball League (BBL) unter den ersten Fünf bei Einsätzen und erzielten Punkten.

## Karriere
Williams begann seine Karriere 1994 in seiner Heimatstadt bei den Giants, die in seiner ersten Saison 1994/95 das Play-off-Finale gegen Titelverteidiger Worthing Bears verloren. Nachdem man in der Saison 1997/98 auf dem zehnten Platz der Hauptrundentabelle die Play-offs verpasst hatte, wechselte Williams zu den Storm aus Derby, die das Finale im Ligapokal BBL Trophy 1999 deutlich gegen seine ehemalige Mannschaft verloren. In der folgenden Saison erreichte er mit den Bullets aus Birmingham nach einer mäßigen Hauptrunde etwas überraschend das Finale der Play-offs, was erneut gegen die Manchester Giants verloren ging. Zur Saison 2001/02 verließ Williams die Bullets und wechselte zusammen mit seinem Landsmann Steve Bucknall zu Aris aus Thessaloniki in die griechische Liga A1 Ethniki. Man verpasste jedoch auf dem zehnten Platz den Einzug in die Play-offs um die griechische Meisterschaft.
Zur Saison 2002/03 kehrte Williams in die BBL zurück, wo er für die ehemals sehr erfolgreiche Franchise Leopards aktiv wurde. Die Leopards hatten jedoch London verlassen und waren nach Essex umgezogen. Als Essex Leopards verpassten sie unter Trainer Mike Taylor erneut die Play-offs und zogen sich nach Saisonende aus der BBL zurück. Williams wechselte an die englische Südküste zu den Bears aus Brighton, die ihrerseits 1999 aus Worthing umgezogen waren. Die Bears waren unter Trainer Nick Nurse in jener Spielzeit auch international vertreten und gewannen im ULEB Cup 2003/04 vier von zehn Vorrundenspielen, was auf dem dritten Platz der Vorrundengruppe jedoch nicht zum Erreichen des Achtelfinales reichte. In der nationalen Meisterschaft zog man als Erster der regulären Saison in die Play-offs ein, in denen man jedoch mit einem Punkt Unterschied im Halbfinale den Chester Jets unterlag, gegen die man schon mit zwei Punkten Unterschied das Finale der BBL Trophy 2004 verloren hatte. In der folgenden Saison verlor man das Finale der BBL Trophy deutlich gegen die Newcastle Eagles, gewann aber dafür den Pokalwettbewerb BBL Cup. Nach Verletzungsproblemen bei mehreren Spielern, auch Williams absolvierte nur 19 Spiele in dieser Spielzeit, verlor man die meisten Spiele am Ende der Saison und schied auch in der ersten Play-off-Runde aus.
Bei den Birmingham Bullets war Williams in der Saison 2005/06 zwar „Topscorer“ nach Punkten pro Spiel der BBL, doch die Mannschaft belegte nach nur neun Siegen in 40 Spielen den letzten Tabellenplatz und wurde wie die Brighton Bears anschließend vom Spielbetrieb der BBL abgemeldet. Nachdem sich Williams zuvor vergeblich mit der englischen Nationalmannschaft für Finalrunden von Titelkämpfen zu qualifizieren versucht hatte, wurde 2006 nach der Vergabe der Olympischen Spiele 2012 nach London eine ständige britische Nationalmannschaft eingerichtet, nachdem zuvor temporär gebildete britische Olympiamannschaften sich auch nicht für ein olympisches Turnier hatten qualifizieren konnten. Williams fand im Herbst 2006 zunächst Berücksichtigung bei sechs Länderspieleinsätzen in der britischen Nationalmannschaft in der Qualifikation der europäischen Titelkämpfe, bei der die britische Mannschaft die englische Nationalmannschaft ersetzte. Nationaltrainer Chris Finch setzte Williams jedoch später nicht mehr ein. Nachdem es mit den Riders aus Leicester nur zu einer Halbfinalteilnahme in der BBL Trophy gereicht hatte, wechselte Williams auf Vereinsebene 2007 zu den Lions aus Milton Keynes. Mit den MK Lions gewann er 2008 den BBL Cup, verlor aber das Finale der Play-offs gegen die Guildford Heat. In den folgenden drei Spielzeiten reichte es mit den Lions nur noch zu einer Play-off-Teilnahme.
Zur Saison 2011/12 kehrte Williams zu den Leicester Riders zurück, die als Hauptrundenzweiter das Play-off-Finale gegen die in dieser Saison dominanten Newcastle Eagles verloren. Dafür konnte man in der folgenden Saison mit unter anderem Nationalmannschaftskapitän Drew Sullivan bis auf die Finalniederlage in der BBL Trophy gegen die Sheffield Sharks alle Titel der BBL gewinnen, bei denen man im Finale von BBL Cup und BBL Play-offs jeweils den Titelverteidiger Newcastle Eagles besiegte. Für die Saison 2013/14 kehrte Williams schließlich in seine Heimatstadt Manchester zurück, wo eine Nachfolgemannschaft der Giants mit gleichem Namen seit 2012 in der BBL spielte. Bei dieser Mannschaft trat Williams auch seine erste Stelle als verantwortlicher Trainer an, nachdem er in der Saison 2014/15 noch einmal für die Leicester Riders gespielt hatte.